# 引力波暴高能电磁对应体全天监测器
引力波暴高能电磁对应体全天监测器（英語：Gravitational wave high-energy Electromagnetic Counterpart All-sky Monitor，缩写为GECAM，又名极目），中国科学院与北京市人民政府共同命名为怀柔一号，是由中国科学院高能物理研究所牵头承担和实施的小型空间探测项目，属于战略性先导科技专项“空间科学（二期）”，由“小极”和“小目”2颗微小卫星组成。
它的科学目标包括探测引力波伽马暴、超长和超软的伽马暴、快速射电暴、新的磁星爆发以及地球伽马闪等。
GECAM的两颗卫星于2020年12月10日4时14分在西昌卫星发射中心搭载于长征十一号运载火箭发射成功。